# Jugurtha Hamroun
Jugurtha Hamroun (* 27. Januar 1989 in Bouzeguene) ist ein algerischer ehemaliger Fußballspieler.

## Karriere

### Frankreich
Jugurtha Hamroun begann mit dem Vereinsfußball in der Jugend von EA Guingamp und wurde hier im Sommer 2008 in das Profi-Team involviert. Er absolvierte in seiner dreijährigen Tätigkeit für das Profi-Team 21 Ligaspiele.

### Tschernomorez Burgas
Zur Spielzeit wechselte er in die höchste bulgarische Spielklasse zu FC Tschernomorez Burgas.

### Karabükspor
Zur Winterpause 2011/12 wechselte er von Tschernomorez Burgas zum türkischen Süper-Lig-Verein Karabükspor. Diesen Verein verließ Hamroun zum Sommer 2014 mit dem Auslaufen seines Vertrages.

### Oțelul Galați
Nach einem halben Jahr ohne Engagement verpflichtete der rumänische Erstligist Oțelul Galați Hamroun im Januar 2015.

### al-Saad
Der katarische Erstligist al-Sadd SC verkündete die Leihe des Spielers von Steaua Bukarest zur Saison 2016/17.